# Такс, Стергомена
Стергомена Лоуренс Такс (суахили Stergomena Lawrence Tax; род. 6 июля 1960, Магу, Мванза) — танзанийский государственный деятель. Министр обороны и национальной службы Танзании с 1 сентября 2023 года и в 2021—2022 годах. Первая женщина на этой должности. В прошлом — министр иностранных дел и восточноафриканского сотрудничества Танзании (2022—2023), исполнительный секретарь Сообщества развития Юга Африки (САДК) (2013—2021), первая женщина на этой должности.

## Биография
Родилась 6 июля 1960 года в районе Магу области Мванза.
Училась в средней школе в городе Мванза, где её ровесником был будущий президент Танзании Джон Магуфули.
Окончила Университет Дар-эс-Салама в 1991 году, где получила степень бакалавра коммерции в области финансов. Продолжила обучение в Университете Цукубы в Японии, где получила степень магистра философии (M.Phil.) в области политического управления и экономики развития и доктора философии (Ph.D.) в области международного развития.
В 1990 году поступила на государственную службу в Министерстве финансов и присоединилась к Фонду экономических и социальных исследований в качестве консультанта и координатора заказных исследований с мая 2002 года по октябрь 2004 года. После этого, с октября 2004 года по май 2006 года, она присоединилась к Канцелярии президента, занимаясь планированием и приватизацией в качестве главного исполнительного директора в Отделе улучшения регулирования, руководя и контролируя реализацию Программы укрепления деловой среды в Танзании (BEST).
С января по ноябрь 2007 года она была заместителем постоянного секретаря Министерства планирования, экономики и расширения прав и возможностей. С декабря 2007 года по ноябрь 2008 года она была постоянным секретарём в Министерстве промышленности, торговли и маркетинга до ноября 2008. С 2008 года по август 2013 года занимала должность постоянного секретаря Министерства восточноафриканского сотрудничества.
На 33-м саммите глав государств и правительств Сообщества развития Юга Африки (САДК), состоявшемся 17 и 18 августа 2013 года в Лилонгве, Стергомена Такс приведена к присяге в качестве исполнительного секретаря организации. Стала шестым исполнительным секретарём и первой женщиной на этой должности. На 41-м саммите глав государств и правительств САДК, состоявшемся 17 и 18 августа 2021 года в Лилонгве, её сменил Элиас Мпеди Магоси из Ботсваны. 
Президент Самия Сулуху («Чама Ча Мапиндузи») при перестановках в правительстве назначила Стергомену Такс на должность министра обороны и национальной службы Танзании, вакантную после смерти Элиаса Джона Квандиквы 2 августа 2021 года. Такс приведена к присяге 12 сентября. Стала первой женщиной на этой должности.
2 октября 2022 года президент Самия Сулуху уволила министра иностранных дел и восточноафриканского сотрудничества Либерату Муламулу и заменила её Стергоменой Такс. Должность министра обороны отдана Инносенту Башунгве. Такс и Башунгва вступили в должность 3 октября.
1 сентября 2023 года Стергомена Такс вновь вступила в должность министра обороны и национальной службы Танзании при перестановках в правительстве, произведённых президентом Самией Сулуху.